# غايوس موسونيوس روفوس
غايوس موسونيوس روفوس (بالإغريقية: Μουσώνιος Ῥοῦφος) هو فيلسوف رواقي روماني عاش في القرن الأول الميلادي. عّلم الفلسفة في روما خلال حكم نيرو، ونتيجة لذلك نُفي في عام 65م خارج روما وقد عاد لاحقاً لها خلال حكم غالبا. وسمح له بالبقاء في روما عندما نفى فيسباسيان جميع الفلاسفة من المدينة في عام 71م، ولكن نُفي معهم لاحقاً. وعاد للمرة الثانية بعد موت فيسباسيان. نجت مجموعة كبيرة من دروسه. ويُعرف أيضاً بأنه معلم إبكتيتوس.